# Jakob Eberlein
Jakob Eberlein (* 1575 in Troblje (ehemals Rottenbach); † 12. August 1633) war von 1615 bis zu seinem Tod Bischof von Seckau.

## Leben
Jakob Eberlein war der Neffe seines Vorgängers im Seckauer Bischofsamt Martin Brenner. Er studierte Philosophie und Theologie in Rom und wurde an der Universität Graz zum Doctor theologiae promoviert. Er wurde Pfarrer von St. Veit ob Bruck an der Mur und schließlich Stadtpfarrer ebenda.
Zum Bischof von Seckau wurde er 1615 nach der Resignation seines Onkels berufen. Die Bischofsweihe spendete ihm am 30. August 1615 Markus Sittikus von Hohenems, der Erzbischof von Salzburg; Mitkonsekratoren waren Ehrenfried von Kuenburg, Bischof von Chiemsee, und Johannes Brenner, Weihbischof in Passau.
Während einer Visitationsreise in den Jahren 1617–1619 examinierte Eberlein 160 Geistliche seines Bistums und fand dabei zehn Fälle von Konkubinat. Das war erheblich weniger als bei seinen Vorgängern aufgefallen war. Während zuvor ein erheblicher Anteil von Landesfremden unter den Klerikern seines Bistums vertreten war, gelang es Jakob Eberlein, ab 1619 den Anteil an Diözesanangehörigen unter den Priesteramtsanwärtern signifikant zu erhöhen.